# Монды
Мо́нды (бур. Моондо) — посёлок в Тункинском районе Бурятии. Административный центр сельского поселения «Монды».

## География
Монды — самый западный и высокогорный населённый пункт района. Расположен на Тункинском тракте в 83 км от села Кырен, в изолированной долине Верхнего Иркута, в виду массива Мунку-Сардык, подножие которого начинается в 10 км западнее посёлка. В 11 км на юго-запад по Тункинскому тракту, на перевале Мунгийн-Дабан, проходит государственная граница с Монголией и располагается погранпереход Монды — Ханх.
За посёлком на правом берегу Иркута, вверх по реке, ответвлением от Тункинского тракта в северо-западном направлении, начинается региональная автодорога 03К-035 Монды — Орлик, связывающая Окинский район Бурятии с остальной республикой.

## Население
| 2002 | 2010  | 2011  |
| ---- | ----- | ----- |
| 1079 | ↘1000 | ↗1007 |

## Инфраструктура
Средняя общеобразовательная школа, детский сад, детская школа искусств (филиал), Дом культуры, библиотека, врачебная амбулатория, почтовое отделение.

## Достопримечательности
- Владимирская церковь — православный храм, относится к Улан-Удэнской епархии Бурятской митрополии Русской православной церкви.
- Саянская обсерватория Института солнечно-земной физики Сибирского отделения РАН[3], основана в 1966 году. Находится в 15 км юго-западнее посёлка.

## Известные люди
- Лыгденов, Солбон Дондокович — российский бурятский кинорежиссёр[4].